# Bik (ozvezdje)
Bik (latinsko Taurus, znak , Unicode ♉) je ozvezdje živalskega kroga in eno od 88 sodobnih ozvezdij, ki jih je priznala Mednarodna astronomska zveza. Sestavlja ga okoli 100 manjših zvezd, od katerih jih je sedem jasno vidnih s prostim očesom in tvorijo znano razsuto kopico Plejad. Ozvezdje ima značilno obliko, ki spominja na Veliki voz.